# Acción Revolucionaria (Bielorrusia)
Acción Revolucionaria (en bielorruso: Рэвалюцыйнае дзеянне, РД) es una organización bielorrusa de anarcocomunistas. Es la organización anarquista activa más antigua de Bielorrusia.

## Historia
La organización se formó por primera vez en Minsk en una reunión el 13 de febrero de 2005. En el encuentro se discutió la situación en el movimiento anarquista bielorruso, una aguda falta de organización, disciplina y vector direccional de acciones en el mismo. Como resultado de la discusión, se decidió crear una organización anarcocomunista en Minsk, como una rama de la "Acción Autónoma", que existía en Rusia desde 2002. La Acción Autónoma Bielorrusa (AA-Bielorrusia) fue una fusión del Frente Anarquista Bielorruso (BAF) y varios activistas de la politizada escena hardcore punk. En ese momento, AA-Bielorrusia apenas tenía diez miembros.
El 5 de marzo de 2010, por una mayoría absoluta de votos, el capítulo bielorruso decidió abandonar la Acción Autónoma y formar una organización independiente. Las razones de esta decisión fueron:
- La deriva de AA hacia el liberalismo de izquierda
- Inconveniente de los principios organizativos de AA para la organización bielorrusa y las realidades locales
- Altas cuotas de membresía en AA y la falta de transparencia en su uso

En noviembre de 2021, el Ministerio del Interior de Bielorrusia reconoció los recursos de Internet de Acción Revolucionaria como una organización extremista. La creación de tal formación o la participación en ella actualmente es un delito penal en Bielorrusia.

## Ideología
El 11 de abril de 2010, "Acción Autónoma-Bielorrusia" anunció su retirada de AA, y cambió su nombre a "Acción Revolucionaria".
La ideología de Acción Revolucionaria se basa en el “anarquismo social, el anarcocomunismo y el ilegalismo”. Esto último, en la interpretación de la organización, implica que los activistas utilicen en sus actividades aquellos métodos que resulten efectivos en una situación determinada, sin importar su legalidad. La organización ve entre sus objetivos: difundir las ideas del anarquismo, crear un movimiento organizado, combinar agitación y acción directa, prepararse para una revolución social y expandirse tanto en el territorio de la República de Bielorrusia como en el extranjero. RA utiliza el sitio web y las redes sociales para difundir sus ideas. Los participantes en la Acción Revolucionaria no anuncian su afiliación organizacional y su participación en ninguna acción como organización, debido a la existencia del Artículo 191 (Acción en nombre de una organización no registrada) en el Código Penal de la República de Bielorrusia y la atención de los servicios especiales a las actividades de la organización.

### Principios de organización
- Cercanía de la membresía
- Distribución de derechos
- Igualdad en la votación (una persona, un voto)
- Planificación
- Conspiración
- Ilegalismo

### Anarquismo militante
Uno de los vectores en el desarrollo de la ideología de Acción Revolucionaria, además de centrarse en la revolución social y el ilegalismo, es el desarrollo de un concepto práctico, que la propia organización denomina "anarquismo militante", una práctica destinada a la formación organizada y disciplinada de anarquistas revolucionarios capaces de actuar en diferentes condiciones usando diferentes métodos para promover ideas anarquistas; es decir, la unificación de los anarquistas en una organización según el principio de unidad teórica y táctica. Según la descripción de Acción Revolucionaria, el anarquismo militante, a diferencia del anarquismo posizquierdista, representa métodos políticos de lucha: agitación, reclutamiento de nuevos participantes, preparación teórica, creación de infraestructura, acción directa y preparación para revolución social. Un componente importante del anarquismo militante es también el entrenamiento militar y el estudio de las tácticas de participación en conflictos armados. Según la organización, la razón de esto fue su análisis de Euromaidan, la Guerra del Donbás y la Guerra civil siria.

## Actividades

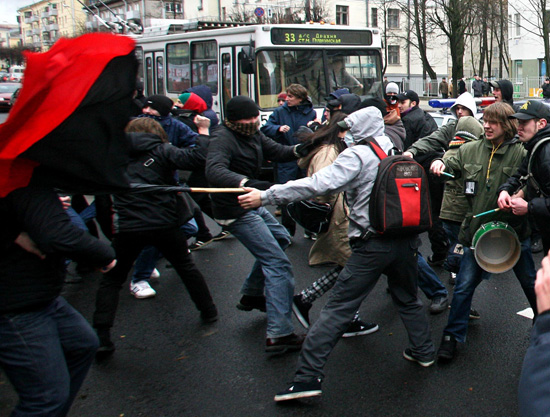
Pelea entre anarquistas y nacionalistas en una marcha social

### 2005-2010
A partir del análisis de la información presentada en el sitio web de la organización y la información en los medios de comunicación, se puede concluir que los miembros de la RA participaron activamente en muchas acciones anarquistas en la calle según lo sancionado (Camino de Chernobyl en 2006-2009, Marcha social) y las no autorizadas protestas del día del trabajo en 2008, y la acción contra los ejercicios en el Oeste-2009.
Además, en su sitio web, los participantes de Acción Revolucionaria simpatizan abiertamente con los ataques anarquistas al estado y las instituciones financieras que tuvieron lugar en Minsk en 2009-2010: (“Anarquistas atacaron un casino en el centro de Minsk”, "Los anarquistas atacaron la Federación de Sindicatos de Bielorrusia", "Los anarquistas atacaron una sucursal de Belarusbank").
En el otoño de 2010, después de un ataque a la embajada rusa en Minsk, la organización quedó al descubierto debido a la traición de algunos de sus miembros; algunos de sus activistas fueron arrestados y condenados a prisión en Bielorrusia. Las organizaciones de derechos humanos los reconocieron como presos políticos.

### 2010-2015
Como resultado de las represiones de 2010, el movimiento anarquista sufrió graves daños. Entre 2010 y 2013, el sitio web de la organización publicó principalmente noticias locales e internacionales sobre temas sociales y económicos, así como información sobre presos anarquistas. Desde finales de 2013 hasta principios de 2014, se llevaron a cabo acciones simbólicas y se distribuyeron materiales de propaganda en Minsk y Gomel.
En la primavera de 2014, los anarquistas lanzaron una campaña contra la celebración del Campeonato Mundial de Hockey sobre Hielo en la República de Bielorrusia.  Según los anarquistas, la realización del campeonato fue un desperdicio por parte de las autoridades, en un momento en que no se aumentaron los salarios y se detuvo a muchos trabajadores.  En vísperas del campeonato, muchos opositores y anarquistas recibieron arrestos administrativos por cargos falsos. Durante este período, los anarquistas también prestaron atención a la influencia prorrusa en Bielorrusia. En Brest, el edificio del Centro Ruso de Ciencia y Cultura se llenó de pintura negra.
En diciembre de 2014, los anarquistas de Minsk realizaron el primer piquete ilegal desde 2010. Su conducta estuvo asociada a la introducción de nuevos impuestos y al deterioro de la situación económica de los ciudadanos del país, una alternativa a la que los anarquistas vieron la transferencia del control sobre el presupuesto a la sociedad.

### 2015-2017
A principios de 2015, el movimiento anarquista fue objeto de una represión masiva por parte de las fuerzas del orden bielorrusas, provocada por el piquete de finales de 2014 y la activación de los anarquistas. Al mismo tiempo, los anarquistas llevaron a cabo un bloqueo no autorizado de una carretera en Minsk por primera vez en cinco años. Esta acción se realizó en solidaridad con uno de los presos políticos de los anarquistas, Nikolai Dedk.
En 2015, se lanzó una rama ucraniana de Acción Revolucionaria. Los miembros de la RA-Bielorrusia confirmaron en una entrevista que cooperan con los activistas de la RA-Ucrania. Además, los anarquistas ucranianos han realizado repetidamente acciones de solidaridad cerca de la embajada bielorrusa en Kiev.
Durante el período 2015-2017, los anarquistas llevaron a cabo varias procesiones y piquetes ilegales en Brest, Minsk y Baranovichi. Campañas relacionadas con problemas sociales y económicos de la sociedad bielorrusa, como aumentos de impuestos, servicio militar obligatorio, o la manifestación de brutalidad policial, se distribuyeron de forma regular. Los más activos en este momento fueron los grupos de activistas de Brest, Minsk y Grodno.
En el mismo período, se publicaron acciones en el sitio web de la RA en las que los edificios del Ministerio del Interior y la Comisión de Investigación fueron atacados con bombas de humo y vallas publicitarias con "propaganda estatal" fueron dañadas con pintura. Uno de los más resonantes fue el lanzamiento de pintura al edificio de la empresa Belteleradio, que los activistas vincularon con “constantes mentiras al aire” por los medios estatales. En el verano de 2017, los anarquistas utilizaron cócteles molotov para quemar un anuncio del servicio de alguacil en la ciudad de Ivatsevichi. Posteriormente, se abrió una causa penal por este hecho y se detuvo a dos sospechosos.

### Protestas contra el Decreto Presidencial No.3
A fines de febrero de 2017, venció el plazo para el pago del impuesto previsto por el Decreto N.º 3 del Presidente de la República de Bielorrusia, más conocido como el “Decreto sobre parásitos”. El Decreto N.º 3 "Sobre la prevención de la dependencia social" estableció la obligación de los ciudadanos de Bielorrusia que no participaron en la financiación del gasto público, o participaron en menos de 183 días calendarizados en el último año, de pagar al estado una tarifa en la cantidad de 20 unidades básicas. Este impuesto provocó el descontento entre los ciudadanos bielorrusos, a raíz de lo cual tuvo lugar una serie de protestas en el país, algunas de las cuales contaron con la presencia de anarquistas. A finales de febrero, bloquearon la calzada de una de las calles de Minsk, por la que pasaron con pirotecnia y una pancarta "El oficial es el principal parásito". No hubo información en los medios sobre las detenciones de los participantes en esta acción. La presencia en la pancarta del logotipo de la organización y un enlace a su sitio web sugiere que los participantes de la evaluación rápida probablemente estén relacionados con esta acción. A principios de año, los anarquistas ya han comenzado a sembrar la agitación bajo el lema "El funcionario es el principal parásito" en diferentes ciudades. Así, los activistas se centraron en el hecho de que la carga sobre el presupuesto del país no la generan las personas que han perdido su empleo como consecuencia del aumento del desempleo, sino un aparato administrativo excesivo, cuya efectividad fue cuestionada.

## Enlaces
- Esta obra contiene una traducción  derivada de «Revolutionary_Action» de Wikipedia en inglés, publicada por sus editores bajo la Licencia de documentación libre de GNU y la Licencia Creative Commons Atribución-CompartirIgual 4.0 Internacional.

- Datos: Q4391800